# ۷۸۷ (میلادی)
۷۸۷ (میلادی) هفتصد و هشتاد و هفتمین سال تقویم میلادی است.

## زادگان
- ابومعشر بلخی، ریاضی‌دان و ستاره‌شناس ایرانی[۱]

- جانگ بوگو،(به کره‌ای (خط هانجا): 張保皐) یا گونگ بوک (به کره‌ای (خط هانجا): 弓福) (مرگ در ۸۴۶ میلادی) دریانورد، فرمانده جنگی، استاد هنرهای رزمی و یکی از نیرومندترین سیاست‌مداران پادشاهی شیلا در کره بود. او چندین دهه بر دریای زرد و آب‌های میان سواحل جنوب غربی کره و شبه‌جزیره شاندونگ چین تسلط داشت. مرکز ناوگان کشتیرانی او در جزیره واندو در چانگ‌هی‌جین (استان جولا در کره جنوبی) در دریای جنوب غربی قرار داشت، او مقام رسمی فرماندار دریایی چانگ‌هی جین را از طرف دربار شیلا در اختیار داشت.
- امین عباسی: ششمین خلیفه عباسی.